# Districte municipal de Molėtai
El municipi de Molėtai (en lituà: Anykščių rajono savivaldybė) és un dels 60 municipis de Lituània, situat dins del comtat d'Utena, i que forma part de la regió d'Aukštaitija. La capital del municipi és la ciutat homònima.
Molėtai és conegut pels seus nombrosos llacs. N'hi ha al voltant de 220 al districte municipal i cobreixen aproximadament el 7% del territori total. Es troba a uns 60 km al nord de Vílnius, molts dels seus habitants tenen cases d'estiueig a Molėtai. És fàcil arribar perquè hi ha una carretera que connecta Vílnius i Kaunas, que passa propera. Atès que hi ha poca indústria, el districte està orgullós de la seva falta de contaminació. La terra no és gaire fèrtil, per tant, el govern del municipi se centra en el desenvolupament del turisme. Un altre dels recursos naturals de la zona són els seus boscos, que cobreixen aproximadament el 26,6% del seu territori.

## Natura i geografia

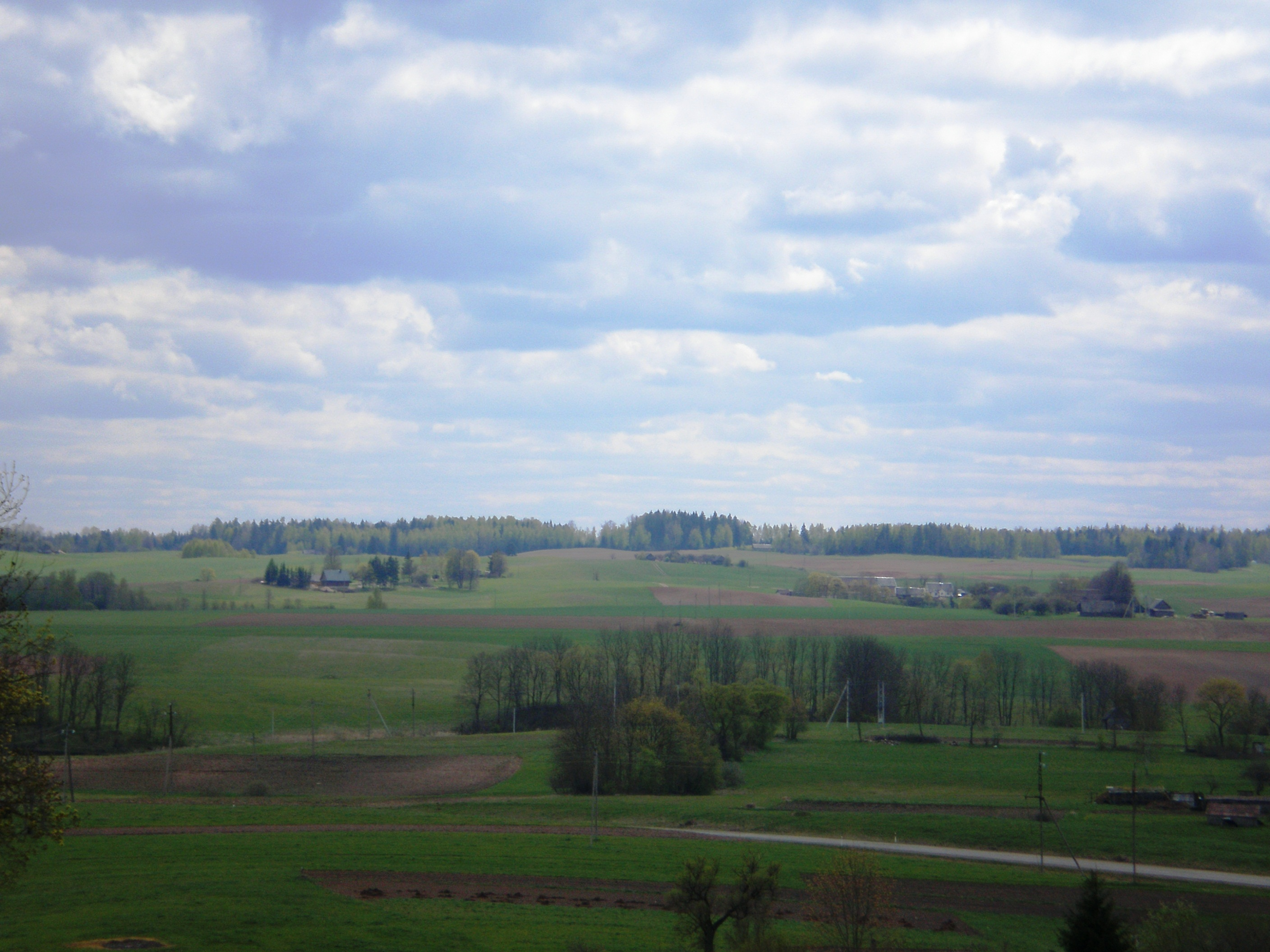
Paisatge a prop d'Alanta
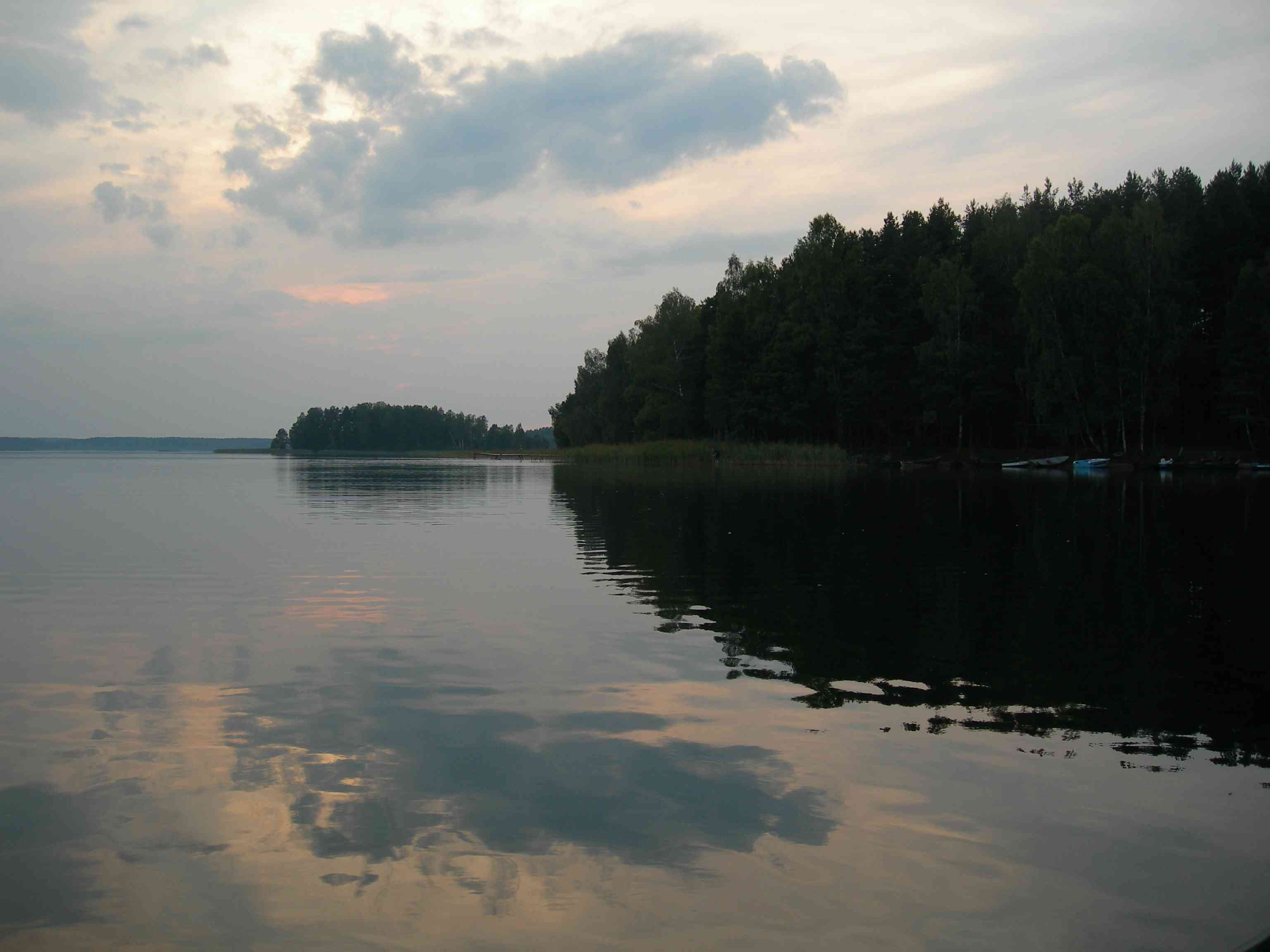
Baltieji Lakajai
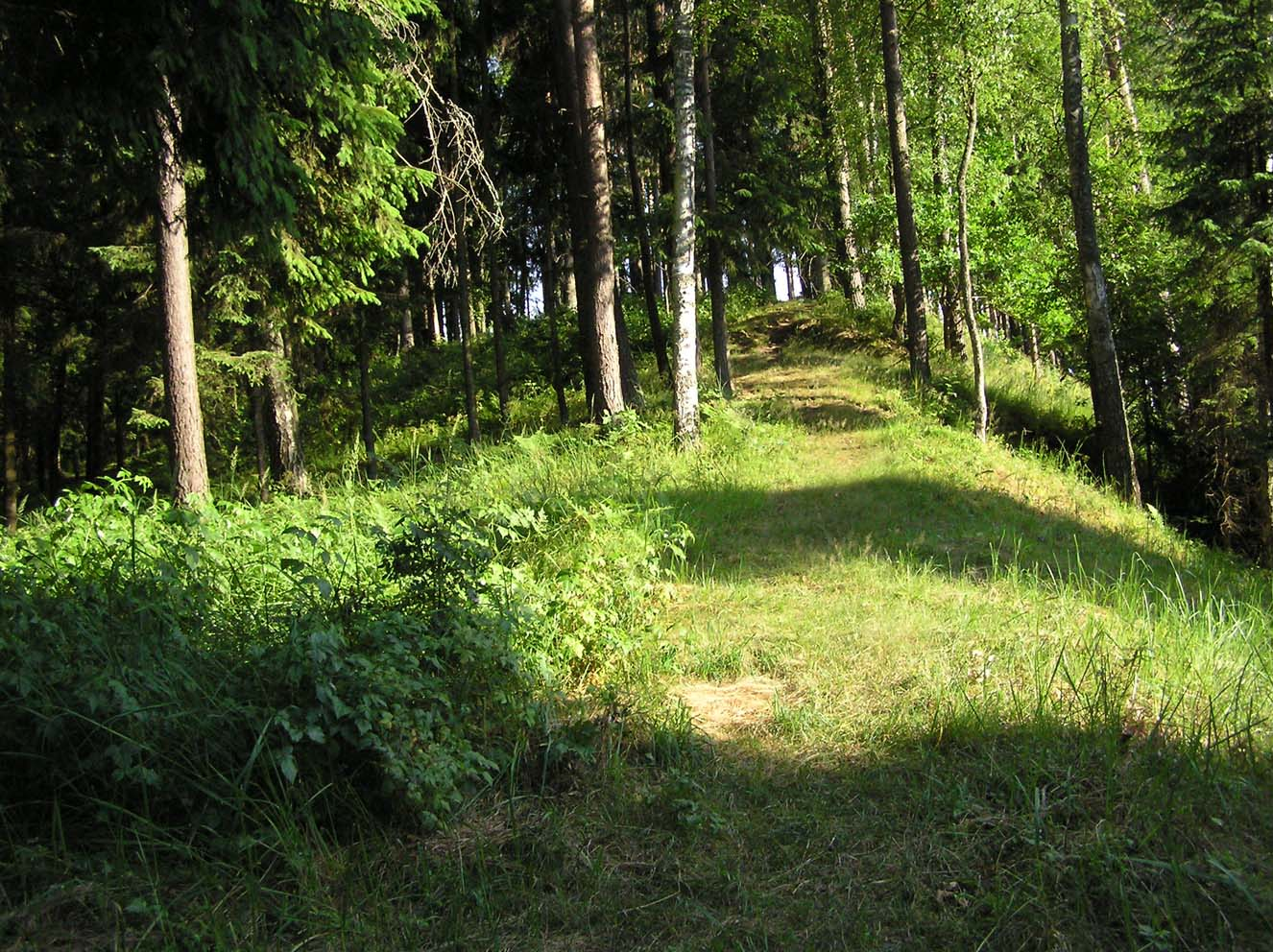
Monticle Kertuojis